# Синтия Олавария
Синтия Енид Олавария Ривера (на испански: Cynthia Enid Olavarria Rivera) е пуерторикански модел, актриса и телевизионна водеща. Известна е както с титлата Мис Пуерто Рико Вселена 2005 г. така и с ролите си във теленовели като „Някой те наблюдава“, „Сърцето ми настоява“ и „Лицето на отмъщението“.

## Биография
Родена е на 28 януари, 1982 г. в Сантурсе, Сан Хуан, Пуерто Рико. Учила е в „Colegio La Piedad“ в Исла Верде, Пуерто Рико и е била част от училищни организации, Националното дружество на честта и студентския съвет. След завършването на гимназията постъпва в университета „Universidad de Puerto Rico“. Завършва бакалавърска степен по комуникации със специалност журналистика и връзки с обществеността.

## Кариера на модел
Явява се на конкурса „Elite Model Look de Puerto Rico“ и заема трето място. Благодарение на този конкурс получава много признания като -„Награда от Посланика за Международен модел“, като част от Седмицата на Латинската мода в Чикаго и наградата „Отличителен модел на годината“. Заснема повече от 20 корици на списания в Индонезия, САЩ, Доминиканска република и Пуерто Рико. Печели конкурса „Мис Пуерто Рико“ и става първа подгласничка на „Мис Вселена 2005“

## Артистична кариера
На 11 години става водеща на детската шоу програма „Срещу часовника с Пачеко“. Дебютира на театралната сцена с пиесата „Принцесата с тъжните очи“. Получава роля в мини сериала „Когато Вселената ти помага“. Снима се в клип към песента „Проклет късмет“ на групата Sin bandera и става водеща на наградите „Premios lo nuestro“ и „Premios Juventud“. Гостува в „Събуди се, Америка“, „Пълничкият и Слабичката“, „Дон Франсиско представя“, "Primer Impacto" и "Escandalo TV. След като решава да се премести в Маями, за да развие още повече кариерата си на водеща и актриса, получава главната роля в интернет теленовелата „Моята обичана Малена“ през 2007 г., където си партнира с Хулиан Хил. Става официален ръководител на модния подиум и продукцията на реалити шоуто „Нашата латинска красавица“ на канал Унивисион. Водеща е на втория сезон на поредицата „Съдбовни решения“ и предаването на Телемундо - „Интимно с Мис Вселена“. През 2010 г. се превъплъщава в психопатката масажистка Лусия Салдана в теленовелата Някой те наблюдава. Тази роля я изстрелва на върха заедно с ролята ѝ в продукцията Сърцето ми настоява. Заради участието си в тези две теленовели тя е номинирана за актриса откритие на наградите Miami Life Awards. Получава много номинации на наградите Premios Novela Telemundo и Miami Life Awards. Подписва договор с Телемундо и става ексклузивна актриса в компанията. Играе ролята на Диана Меркадер в теленовелата „Лицето на отмъщението“. За тази роля печели наградата в категорията „Най-добра актриса в поддържаща роля“ на наградите Premios tu mundo 2013.
През 2014 г. получава ролята на злодейката Исадора Валверде в римейка на Трима братя, три сестри с името „Земя на честта“.

## Филмография
- Земя на честта (Tierra de Reyes) (2014) – Исидора Валверде
- Лицето на отмъщението (El Rostro de la venganza) (2012) – Диана Меркадер
- Сърцето ми настоява (Mi Corazon Insiste) (2011) – София Паласиос
- Някой те наблюдава (Alguien te mira) (2010) – Лусия „Луси“ Салдана
- Моята обичана Малена (Mi Adorada Malena) (2007) – Малена